# 전용수
전용수(全勇洙, 1994년 5월 30일 ~ )는 대한민국의 바둑 기사이다.

## 약력
서울 출신으로 양천대일도장에서 이용수 사범의 지도를 받았다. 충앙초등학교 재학시절인 2006년 해태제과배 전국어린이바둑왕전에서 우승을 차지했다. 2016년 2월 제137회 일반입단대회를 통해 입단했다. 2018년 제3회 미래의 별 신예최강전에서 본선 4강에 진출했고, SG페어바둑 최강전에서 아마추어 김노경과 함께 준우승을 차지했다. 2021년 4단으로 승단했다.